# Fran Frrokaj
Fran Frrokaj (ur. 29 marca 1966 w Lezhy) – albański polityk z Partii Demokratycznej, burmistrz gmin Shënkoll i Lezha.

## Życiorys
W 1994 roku ukończył studia inżynieryjne na Politechnice Tirańskiej, następnie odbył studia prawnicze na Uniwersytecie w Szkodrze.
Był oficerem Policji w okręgu Mirdita oraz w latach 1995-1999 był kierownikiem Biura Ruchu Drogowego w Szkodrze.
W latach 2003-2015 był burmistrzem gminy Shënkoll. W 2015 roku został wybrany na burmistrza gminy Lezha.

## Życie prywatne
Jest żonaty i ma dwoje dzieci.
Deklaruje znajomość języka włoskiego.